# Сурдук (Бихор)
Сурдук (рум. Surduc) насеље је у Румунији у округу Бихор у општини Копачел. Oпштина се налази на надморској висини од 227 m.

## Становништво
Према подацима из 2002. године у насељу је живело 507 становника, од којих су сви румунске националности.